# Dom Stenbocka
Dom Stenbocka (est. Stenbocki maja) – neoklasycystyczny budynek położony na wzgórzu Toompea w Tallinnie, oficjalna siedziba rządu Estonii.

## Historia
Historia domu Stenbocka sięga lat 80. XVIII wieku, kiedy to administracja Cesarstwa Rosyjskiego uruchomiła projekt budowy nowych budynków przeznaczonych do celów administracyjnych na terenie ówczesnej guberni estońskiej. Pierwotnie w obiekcie miał mieścić się sąd. Hrabia Jakob Pontus Stenbock, miejscowy szlachcic i właściciel ziemski, posiadacz majątku na wyspie Hiiumaa, wygrał przetarg na budowę nowego budynku na wzgórzu Toompea w średniowiecznym centrum Tallina. Architektem nowego domu był Johann Caspar Mohr, miejscowy architekt odpowiedzialny za utrzymanie budynków publicznych w Estonii, m.in. pałacu Kadriorg, i popularny projektant dworów.
Budowa budynku rozpoczęła się w 1787 roku. Niemal natychmiast państwu rosyjskiemu zaczęło brakować funduszy w związku z wydatkami na wojnę z Turcją. W rezultacie prowincja stała się dłużnikiem Stenbocka, a niedokończony budynek przeszedł w jego posiadanie. Arystokrata urządził w nim swoją tallińską rezydencję. W 1828 r., po śmierci Stenbocka, budynek zmieniał właścicieli do 1899 r. Należał m.in. do Paula von Beckendorffa, następnie od 1833 r. do Paula Rittera, a w latach 1855–1874 znajdował się w nim internat dla uczniów szkoły katedralnej. W 1899 r. ostatecznie stał się własnością administracji gubernialnej i zgodnie z pierwotnym zamysłem zaczął być wykorzystywany jako sąd.
Zarówno w pierwszym okresie niepodległości estońskiej, jak i w okresie radzieckim, budynek nadal służył jako sąd. W Estońskiej SRR zaniedbano jednak remonty obiektu, w rezultacie czego m.in. zawaliły się sufity dwóch sal sądowych i archiwum. Od 1987 r. był całkowicie nieużytkowany. Kiedy rząd estoński przejął go na własność na początku lat 90., cały budynek był zagrożony zawaleniem. Całkowitą renowację przeprowadzono w latach 1996–2000. Od ponownego otwarcia w 2000 r. wyremontowany budynek stał się oficjalną siedzibą rządu estońskiego.

## Architektura
Budynek reprezentuje styl neoklasycystyczny. Frontowa fasada ozdobiona jest sześcioma pilastrami i dwoma półpilastrami wykonanymi z dolomitu z Saaremaa i ząbkowanym frontonem. Obiekt wznosi się naprzeciwko półokrągłego dziedzińca otoczonego mniej ozdobnymi budynkami. Na ścianie budynku zwróconej w stronę ulicy znajduje się tablica pamiątkowa z nazwiskami członków parlamentu i rządu przedwojennej Estonii, którzy stracili życie w okresie sowietyzacji Estonii. Fasada tylna jest zdominowana przez wznoszący się na doryckich kolumnach duży balkon. 